# 山谷清和
山谷 清和（やまや きよかず、5月3日 - ）は、元青森放送 (RAB) のアナウンサー。

## 来歴
青森県青森市出身。青森市立橋本小学校、青森市立浦町中学校、青森県立青森高等学校、同志社大学卒業。父親は青森県議会議員の山谷清文。伯父は政治学者の山谷清志。
小中学校時代には軟式野球をしていた。浦町中野球部在籍時に出場したジャイアンツカップ青森県中学野球大会の決勝戦では、部は優勝を逃すものの、山谷個人はこの大会での活躍を評価されて優秀選手に認定された。
高校への進学後には野球を続けず、青高の生徒会である中央委員会に所属。2年時には、地方自治体の一部と経済界と学界によって設立された人財育成サマースクール「日本の次世代リーダー養成塾」に参加した。
大学在学時には関西アナウンススクールに通い、アナウンスの基礎知識と技術を習得していた。
大学を卒業後、2019年4月に青森放送に入社。
2021年6月30日をもって青森放送を退社。

## 青森放送在籍時の担当番組

### テレビ
- 東奥日報ニュース
- 1550ニュースレーダーWith（月曜 - 木曜のメインMC、2021年3月29日 - 2021年6月24日）
- RABニュースレーダー（キャスター代行、2020年1月 - 2021年1月）

### ラジオ
- 東奥日報ニュース
- RABニュースレーダー
- ピックアップ・ミュージック（2019年7月7日 - 2021年）[10]